# Diocesi di Anteopoli
La diocesi di Anteopoli (o Anteo) (in latino Dioecesis Antaeopolitana) è una sede soppressa del patriarcato di Alessandria e sede titolare della Chiesa cattolica.

## Storia
Anteopoli, identificata oggi con la località di Qaw el-Kebir sulla riva destra del Nilo, fu una sede vescovile della provincia romana della Tebaide Prima nella diocesi civile di Egitto. Faceva parte del patriarcato di Alessandria ed era suffraganea dell'arcidiocesi di Antinoe.
Il primo vescovo conosciuto di quest'antica diocesi egiziana è Dioscoro, che alcune fonti coeve indicano come Dios. Le liste copta e siriaca del concilio di Nicea del 325 riportano il nome di Dios di Tkou o di Antios, località identificata con Anteopoli; l'Index patrum Nicaenorum restitutus di Heinrich Gelzer ignora questo vescovo tra quelli presenti al concilio niceno. Nelle liste dei vescovi suoi sostenitori presenti al concilio di Tiro del 335 e al concilio di Sardica del 343/344, Atanasio di Alessandria menziona un vescovo di nome Dioscoro, presumibilmente lo stesso di Anteopoli. Un vescovo di nome Dioscoro figura infine tra quelli perseguitati nel 356 da Giorgio di Cappadocia, usurpatore ariano della sede di Alessandria.
La serie episcopale di Anteopoli si interrompe e riprende nel V secolo con il vescovo Macario, che prese parte al concilio di Efeso del 431 e fu tra i sostenitori del proprio patriarca Cirillo di Alessandria.
Le fonti letterarie e papirologiche restituiscono i nomi di altri due vescovi di Anteopoli, Macrobio, di epoca incerta, e Cefalo, attribuibile alla prima metà del VI secolo. Inoltre un vescovo di nome Vittore è documentato in un atto notarile, su papiro, datato al 528; la sede episcopale non è indicata, ma il suo editore lo attribuisce o alla sede di Apollonopoli Minore oppure a quella vicina di Anteopoli.
Dal XVIII secolo Anteopoli è annoverata tra le sedi vescovili titolari della Chiesa cattolica; la sede è vacante dal 9 novembre 1978.

## Cronotassi

### Vescovi residenti
- Dioscoro (Dios) † (prima del 325 - dopo il 356)
- Macario † (menzionato nel 431)
- Macrobio †
- Vittore ? † (menzionato nel 528)
- Cefalo † (prima metà del VI secolo)

### Vescovi titolari
- Franciszek Antoni Kobielski † (23 luglio 1725 - 19 novembre 1736 nominato vescovo di Kam"janec'-Podil's'kyj)
- Carmine Cioffi † (11 febbraio 1737 - ? deceduto)[9]
- Matthias Paulus Steindl † (14 aprile 1817 - 2 maggio 1828 deceduto)
- Giovanni Domenico Faustino Ceretti, O.M.I. † (5 luglio 1842 - 25 dicembre 1855 deceduto)
- Silvio Luis Haro Alvear † (17 luglio 1950 - 23 marzo 1955 nominato vescovo di Ibarra)
- Teofano Ubaldo Stella, O.C.D. † (4 giugno 1955 - 9 novembre 1978 deceduto)